# Грудиновский сельсовет
Груди́новский сельсовет — упразднённая административная единица на территории Быховского района Могилёвской области Белоруссии.
Названия:
- Грудиновский сельский Совет депутатов трудящихся
- с 7 октября 1977 года — Грудиновский сельский Совет народных депутатов
- с 15 марта 1994 года — Грудиновский сельский Совет депутатов[1].

Упразднён в 2013 году; населённые пункты переданы в состав Следюковского сельсовета.

## История
Образован 20 августа 1924 года как Грудзиновский 1-й сельсовет в составе Быховского района Могилёвского округа БССР. Центр — деревня Грудзиновка 1-я.
21 августа 1925 года к сельсовету присоединена часть упразднённого Сидаровичского сельсовета Луполовского района.
После отмены окружной системы 26 июля 1930 года в Быховском районе БССР, с 20 февраля 1938 года — в Могилёвской области. 24 сентября 1939 года разделён на Грудзиновский и Красницкий сельсоветы.
16 июля 1954 года к сельсовету присоединена территория упразднённых Красницкого и Красноосовецкого.
20 ноября 2013 годf решением Могилёвского облисполкома Грудиновский сельсовет был упразднён; населённые пункты переданы в состав Следюковского сельсовета.

## Состав
На момент упразднения включал в себя 9 населённых пунктов:
- Бутрамеевка — деревня.
- Быново — деревня.
- Грудиновка — агрогородок.
- Давыдовичи — деревня.
- Красный Осовец — деревня.
- Лисичник — деревня.
- Перекладовичи — деревня.
- Прибережье — деревня.
- Рыжковка — деревня.

Упразднённый населённый пункт на территории сельсовета:
- Ляженка — деревня.